# Orthotheres affinis
Orthotheres affinis är en kräftdjursart. Orthotheres affinis ingår i släktet Orthotheres och familjen Pinnotheridae. Inga underarter finns listade i Catalogue of Life.